# ArenaBowl XXV
Match précédent Match suivant
L'ArenaBowl XXV est la 25e édition du championnat de l'Arena Football League. Les Rattlers de l'Arizona, champion de la conférence nationale, battent le champion de la conférence américaine, le Soul de Philadelphie, par 72 à 54,. Le match est joué le 10 août 2012. C'est le premier ArenaBowl sur site neutre depuis l'ArenaBowl XXII en 2008, également joué à la Nouvelle-Orléans. L'ArenaBowl XXV est joué à la New Orleans Arena de la Nouvelle-Orléans, en Louisiane, domicile du VooDoo de la Nouvelle-Orléans.
Le match est télévisé sur NFL Network après que l’AFL et la NFL Network se sont entendues pour un troisième contrat consécutif portant sur l’organisation de matchs. Le match a été repoussé à 22h30 ET (eastern time). NFL Network a déplacé l'ArenaBowl pour diffuser les débuts de Tim Tebow avec les Jets de New York, qui affrontent les Bengals de Cincinnati lors de la pré-saison.
Le match est sponsorisé par Avitae.

## Sommaire du match
La victoire des Ratllers marque le troisième titre AFL de l'histoire de la franchise. Arizona avait perdu lors de ses quatre dernières apparitions à l'ArenaBowl, dont le thriller de la dernière seconde de la saison dernière contre les Sharks de Jacksonville.
L'ArenaBowl de cette année est une histoire complètement différente. Dès le coup d'envoi, Arizona remporte le tirage au sort et prend la décision audacieuse de différer en remettant le ballon à l'unité offensive qui a marqué le plus grand nombre de points de la Ligue pour commencer le match. C'est toutefois la défense des Rattlers qui frappe le premier, lorsque Kevin McCullough intercepte une passe de Dan Raudabaugh lors de l'ouverture du match pour restituer le ballon à l'Arizona. Le MVP du match, Nick Davila, et l’attaque des Rattlers ont rapidement réglé le problème, alors que le quarterback trouve Maurice Purify, sur une passe de quatre yards pour donner aux Rattlers une avance de 7- 0.
Philadelphie répond sous la forme d'un touchdown à la course de sept yards par Derrick Ross. Le botteur récemment acquis, Fabrizio Scaccia, qui a passé la saison 2011 avec les Rattlers, rate la tentative de points supplémentaires, laissant à Arizona une avance de 7-6. Davila trouve le receveur Kerry Reed pour un touchdown de 14 yards sur la possession suivante des Rattlers, ce qui leur donne une avance 14-6 à la fin du premier quart-temps.
Arkeith Brown se fait remarquer au début du deuxième quart-temps, interceptant une passe de Raudabaugh destiné à Jeff Hughley, dans la zone des buts et la renvoyant à la ligne des 21 yards des Rattlers. Au jeu suivant, Davila trouve Purify sur une passe de 29 yards pour donner aux Rattlers une avance de 21-6. Lorsque Philadelphie récupère le ballon, Brown remet cela, interceptant une deuxième passe de Raudabaugh. Les Rattlers ont été incapables de convertir un troisième down, mais Chris Gould réussit un field goal de 30 yards pour permettre à Arizona de mener 24-6 avec sept minutes et demie à jouer en première mi-temps.
Avec un peu plus de cinq minutes à jouer, Philadelphie semble trouver son rythme, alors que Raudabaugh passe à Hughley sur 26 yards pour réduire l'écart  à 11. Les Rattlers gèrent stratégiquement le chronomètre pendant la dernière minute de la mi-temps, mais sont de nouveau incapables d'entrer dans la zone des buts. Gould marque sur un field goal de 20 yards pour terminer la période.
Alors que l'action reprend au troisième quart-temps, Davila trouve Purify par une passe de 38 yards, permettant à l'Arizona de mener 34-13. Philadelphie répond par une passe courte à Derrick Ross, qui court 31 yards pour un touchdown, mais la tentative de Scaccia de marquer un point supplémentaire est ratée. Davila et Purify répondent en se connectant pour leur quatrième touchdown, celui-ci partant des 39 yards. L'offensive de Philadelphie continue à chercher son rythme, montrant un aperçu de la puissante unité offensive vue dans le match de championnat de la conférence américaine. Avec quatre minutes et demi à jouer dans la troisième manche, Raudabaugh trouve le receveur Larry Brackins pour un touchdown, réduisant ainsi l'avance de l'Arizona à 15, mais un kickoff raté donne l'avantage à Davila qui trouve Markee White pour un TD de 10 yards. Récupérant le ballon une minute plus tard, Davila et Purify marquent leur cinquième de touchdown de la soirée. Le troisième quart-temps se termine avec Emery Sammons qui reçoit une passe de Dan Raudabaugh pour un TD de 21 yards.
Dès le début de la dernière période Purify bat le record de l’ArenaBowl en matière de réception de touchdown lors d’un match, inscrivant son sixième de la soirée pour porter le score à 60-34. Purify finira avec sept annotations. Philadelphie réponde avec un touchdown de 12 yards Larry Brackins auquel Emery Sammons ajoute la conversion de deux points pour ramener Philadelphie à 18 points. Mais l'attaque de l'Arizona continue d'être trop difficile à gérer pour la défense de Soul, alors qu'Odie Armstrong annote un TD à la course de deux yards afin de mettre définitivement le jeu hors de portée. Raudabaugh trouve Brackins pour un autre touchdown avec cinq minutes à jouer, mais c'est trop tard pour le Soul.}

### Les récompenses du match
Russell Athletic Offensive Player of the Game: Maurice Purify, WR, Arizona (joueur offensif du match).
Riddell Defensive Player of the Game: Arkeith Brown, DB, Arizona (joueur défensif du match).
J. Lewis Small Ironman of the Game: Jeff Hughley, WR, Philadelphie (Ironman du match).
AFL Playmaker of the Game: Maurice Purify, WR, Arizona
Cutters Catch of the Game: la réception pour le sixième TD, synonyme de record, de Maurice Purify (réception du match).
Spalding Highlight of the Game: la passe de TD de 38 yard de Nick Davila pour Maurice Purify à l'entame de la deuxième mi-temps (fait saillant du match).
National Guard MVP of the Game: Nick Davila, QB, Arizona (MVP du match).

## Évolution du score
| Temps           | Description des actions                                                                                       | Score AZ-PHI | Score AZ-PHI |
| --------------- | --- | ------------ | ------------ |
| 1er Quart-temps | |              |              |
| 07:57           | TD de 4 yards par Purify suite d'une passe de Davila (PAT de Gould)                                           |              | 7-0          |
| 03:07           | TD de 7 yards à la course par Ross (PAT manqué de Scaccia)                                                    |              | 7-6          |
| 00:40           | TD de 14 yards par Reed suite d'une passe de Davila (PAT de Gould)                                            |              | 14-6         |
| 2e Quart-temps  | |              |              |
| 12:10           | TD de 29 yards par Purify suite d'une passe de Davila (PAT de Gould)                                          |              | 21-6         |
| 07:28           | FG de 30 yards par Gould                                                                                      |              | 24-6         |
| 05:31           | TD de 26 yards par Hughley suite d'une passe de Raudabaugh (PAT de Scaccia)                                   |              | 24-13        |
| 00:00           | FG de 20 yards par Gould                                                                                      |              | 27-13        |
| 3e Quart-temps  | |              |              |
| 13:55           | TD de 38 yards par Purify suite d'une passe de Davila (PAT de Gould)                                          |              | 34-13        |
| 10:00           | TD de 31 yards par Ross suite d'une passe de Raudabaugh (PAT manqué de Scaccia)                               |              | 34-19        |
| 08:28           | TD de 29 yards par Purify suite d'une passe de Davila (PAT de Gould)                                          |              | 41-19        |
| 04:23           | TD de 10 yards par Brackins suite d'une passe de Raudabaugh (PAT de Scaccia)                                  |              | 41-26        |
| 03:27           | TD de 10 yards par White suite d'une passe de Davila (PAT de Gould)                                           |              | 48-26        |
| 02:04           | TD de 6 yards par Purify suite d'une passe de Davila (PAT de Gould bloqué)                                    |              | 54-26        |
| 00:11           | TD de 21 yards par Sammons suite d'une passe de Raudabaugh (conversion de 2 pts par Raudabaugh pour Brackins) |              | 54-34        |
| 4e Quart-temps  | |              |              |
| 14:25           | TD de 13 yards par Purify suite d'une passe de Davila (PAT manqué de Gould)                                   |              | 60-34        |
| 12:05           | TD de 12 yards par Brackins suite d'une passe de Raudabaugh (conversion de 2 pts par Raudabaugh pour Sammons) |              | 60-42        |
| 08:54           | TD de 2 yards à la course par Armstrong (PAT de Gould)                                                        |              | 66-42        |
| 05:23           | TD de 8 yards par Brackins suite d'une passe de Raudabaugh (conversion de 2 pts manquée par Raudabaugh)       |              | 66-48        |
| 03:35           | TD de 13 yards par Purify suite d'une passe de Davila (PAT manqué de Gould)                                   |              | 72-48        |
| 00:42           | TD de 3 yards par Brackins suite d'une passe de Raudabaugh (conversion de 2 pts manquée par Raudabaugh)       |              | 72-54        |

## Les équipes en présence
| Joueur            | Position  | Université                  |
| ----------------- | --------- | --------------------------- |
| Dustin Barno      | DL        | East Stroudsburg State (PA) |
| Dusty Bear        | DL        | Western Kentucky            |
| Larry Brackins    | WR        | Pearl River CC (MS)         |
| Melik Brown       | FB/LB     | North Carolina              |
| Darrell Campbell  | OL/DL, DT | Notre Dame                  |
| Adam DiMichele    | QB        | Temple                      |
| Zipp Duncan       | OL/DL     | Kentucky                    |
| Joe Goosby        | LB        | Tulane                      |
| Remy Hamilton     | K         | Michigan                    |
| Jerome Hayes      | LB        | Penn State                  |
| Alfonso Hoggard   | WR        | Clarion (PA)                |
| Connor Hughes     | K         | Virginia                    |
| Jeff Hughley      | WR        | Averett                     |
| Christian Johnson | OL        | Kentucky                    |
| Anthony Jones     | WR        | Louisville                  |
| Rayshaun Kizer    | DB        | Walsh (OH)                  |
| TJ Langley        | DL        | Arkansas Tech               |
| Phil Marfuggi     | K         | Clemson                     |
| Donovan Morgan    | WR        | La-Lafayette                |
| Colin Nelson      | DB        | Maryland                    |
| Brandon Perkins   | LB        | Kansas                      |
| Keon Perry        | DB        | Tarleton State (TX)         |
| Dan Raudabaugh    | QB        | Miami (OH)                  |
| Kent Richardson   | WR/DB     | West Virginia               |
| Bryan Robinson    | DL, DL    | Wesley College (DE)         |
| Micheaux Robinson | DB        | Otterbein College (OH)      |
| Derrick Ross      | RB        | Tarleton St.                |
| Greg Ryan         | OL/DL, OG | Western Kentucky            |
| Emery Sammons     | WR        | Norfolk State               |
| Sam Scott         | DL, LB    | West Chester State (PA)     |
| LaRico Stevenson  | DB        | West Georgia                |
| Justin Warren     | FB/LB     | Texas A&M                   |

| Joueur            | Position  | Université               |
| ----------------- | --------- | ------------------------ |
| Brandon Anderson  | DB        | Akron                    |
| Odie Armstrong    | FB/LB, FB | Northwest Oklahoma State |
| John Booker       | OL        | San Jose State           |
| Arkeith Brown     | WR/DB     | Texas A&M                |
| Lance Caldwell    | DB        | Southern Illinois        |
| Chris Carter      | WR        | Cal-Davis                |
| Nick Davila       | QB        | Cincinnati               |
| Antron Dillon     | DL        | North Alabama            |
| Cliff Dukes       | DL        | Michigan State           |
| Jabari Fletcher   | DL        | Appalachian State        |
| Marquis Floyd     | DB        | West Georgia             |
| Glen Fox          | WR/LB     | South Dakota State       |
| Jason Geathers    | WR/LB     | Miami (FL)               |
| Tyre Glasper      | OL/DL     | North Carolina           |
| Chris Gould       | K         | Virginia                 |
| Virgil Gray       | WR/DB, Dc | Rhode Island             |
| Trandon Harvey    | WR/DB     | Washington State         |
| Anttaj Hawthorne  | DT        | Wisconsin                |
| Ron Jones         | OL/DL     | Southern Mississippi     |
| Johnie Kirton     | FB/LB     | Washington               |
| Bret Manning      | FB        | South Florida            |
| Kevin McCullough  | FB/LB     | Cincinnati               |
| Dwight McLean     | DB        | Purdue                   |
| Da'Mon Merkerson  | DB        | Syracuse                 |
| Jason Murrietta   | QB        | Northern Arizona         |
| Marcus Pittman    | DL        | Troy State (AL)          |
| Maurice Purify    | WR        | Nebraska                 |
| Craig Ratanamorn  | K         | Marshall                 |
| Kerry Reed        | WR        | Michigan St.             |
| SirVincent Rogers | OL, OT    | Houston                  |
| Andrae Thurman    | WR        | Arizona                  |
| Markee White      | WR        | Texas State              |
| Kyle Whitehurst   | DB        | Hampton                  |

## Statistiques par équipe
| Données                   | Arizona | Philadelphie |
| ------------------------- | ------- | ------------ |
| 1er Downs                 | 17      | 22           |
| Yards à la course         | 4       | 34           |
| Yards à la passe          | 266     | 285          |
| Fumbles/Perdu             | 0/0     | 1/1          |
| Yards en retour de Fumble | 0       | 0            |
| Pénalités/Yards           | 6/44    | 6/16         |
| Temps de possession       | 30:21   | 29:39        |
| Conversion de 3e Down     | 4/7     | 2/5          |
| Conversion de 4e Down     | 0/0     | 0/1          |